# Book Club
(Cuando ellas quieren en Hispanoamérica) es una película estadounidense de comedia romántica dirigida por Bill Holderman, en su debut como director, con un guion de Holderman y Erin Simms. Está protagonizada por  en el papel de cuatro amigas que leen Cincuenta sombras de Grey como parte de su mensual, y empiezan a cambiar la forma en que ven sus relaciones personales. La película fue estrenada

## Reparto
- Diane Keaton como Diane.
- Jane Fonda como Vivian.
- Candice Bergen como Sharon.
- Mary Steenburgen como Carol.
- Andy García como Mitchell.
- Don Johnson como Arthur.
- Richard Dreyfuss como George.
- Craig T. Nelson como Bruce.
- Alicia Silverstone como Jill.
- Katie Aselton como Adrianne.
- Wallace Shawn como Derek.
- Tommy Dewey como Scott.
- Ed Begley Jr. como Tom.
- Mircea Monroe como Cheryl.

## Producción
En mayo de 2017, se anunció que Diane Keaton, Jane Fonda, y Candice Bergen se habían unido al reparto del filme, con Bill Holderman dirigiendo, con un guion escrito por él mismo y Erinn Simms. Holderman y Simms también producirían la película, junto Andrew Duncan y Alex Saks, con su compañía June Pictures. En julio de 2017, Mary Steenburgen se unió al reparto, y en agosto de 2017, Andy García, Don Johnson, Craig T. Nelson, Richard Dreyfuss, Ed Begley Jr., Wallace Shawn, Alicia Silverstone, Tommy Dewey y Katie Aselton se unieron también.
La fotografía principal comenzó en agosto de 2017 en Santa Clarita, California.

## Estreno
En noviembre de 2017, Paramount Pictures adquirió los derechos de distribución de la película. Fue estrenada el 18 de mayo de 2018.

## Recepción
Book Club recibió reseñas mixtas a positivas de parte de la crítica y de la audiencia. En la página web Rotten Tomatoes, la película obtuvo una aprobación de 57%, basada en 107 reseñas, con una calificación de 5.5/10, mientras que de parte de la audiencia tuvo una aprobación de 64%, basada en 865 votos, con una calificación de 3.6/5.
Metacritic le dio a la película una puntuación 53 de 100, basada en 37 reseñas, indicando "reseñas mixtas". Las audiencias encuestadas por CinemaScore le han dado a la película una "A-" en una escala de A+ a F, mientras que en el sitio web IMDb los usuarios le han dado una calificación de 6.3/10, sobre la base de 1742 votos.